# Amaurobius thoracicus
Amaurobius thoracicus är en spindelart som beskrevs av Mello-Leitao 1945. Amaurobius thoracicus ingår i släktet Amaurobius och familjen mörkerspindlar. Inga underarter finns listade i Catalogue of Life.